# Celedonio Pérez Bernardo
Celedonio Pérez Bernardo (? Zamora ? - Madrid, 1956) fou un dirigent anarcosindicalista espanyol.
Treballà com a picador a les mines d'Astúries i el 1924 hagué d'exiliar-se a París per la seva oposició a la dictadura de Primo de Rivera. Fins al 1930 va treballar de minaire a Bèlgica i França, on va conèixer Buenaventura Durruti i Francisco Ascaso Abadía i s'afilià a la CNT. Arran de la proclamació de la Segona República Espanyola s'establí a Madrid, on fou dirigent del Sindicat de la Construcció, ja que deixà les mines per una malaltia cardíaca. També fou membre del grup d'afinitat Los Libertos amb Melchor Rodríguez García, i de la FAI. El novembre de 1934 ell i Melchor Rodríguez encapçalaren una comissió que aconseguí l'alliberament d'alguns presos.
Durant la guerra civil espanyola va lluitar en la Divisió de Cipriano Mera, el 1937 fou cap de la secció madrilenya de la FAI i dirigí una presó de Madrid. En acabar el conflicte marxà un temps a França, però el 1940 hi fou expulsat per les autoritats franceses. Se li atribueix l'intent d'atemptat contra Franco i Hitler a Sant Sebastià (1940). Fou Secretari General de la CNT de juliol de 1940 a febrer de 1941.
Fou detingut el 1942 i condemnat a 30 anys de presó. Tanmateix, fou alliberat al cap de poc i tornà a la lluita clandestina. Fou l'ànima i principal dirigent de la Regió Centre de la CNT i membre del Comitè Nacional durant la direcció de Miguel Vallejo Sebastián fins que fou detingut novament el 1953. El febrer de 1954 fou condemnat a 15 anys de reclusió a la presó de Guadalajara (Castella - la Manxa). Va patir una embòlia que el deixà molt danyat i el 1956 va sortir en llibertat condicional. Va morir poc després.